# Вазиани (Чохатаурский муниципалитет)
Вазиани (груз. ვაზიანი) — село в Чохатаурском муниципалитете Грузии.

## География
Село расположено на левом берегу реки Супса, на расстоянии в 5 километрах от посёлка городского типа Чохатаури, административного центра муниципалитета, в 24 километрах от железнодорожной станции Саджавахо. Абсолютная высота — 250 метров над уровнем моря.

## Население
| Год  | Население | Мужчины | Женщины |
| ---- | --------- | ------- | ------- |
| 2002 | 364       | 161     | 203     |
| 2014 | ↘257      | 112     | 145     |